# Élodie Yung
Élodie Yung (Parigi, 22 febbraio 1981) è un'attrice francese.

## Biografia
Nata a Parigi da madre francese e padre cambogiano, Élodie Yung si è diplomata alla London Academy of Music and Dramatic Art e ha una laurea in legge ottenuta all'Università di Parigi. Ha praticato karate per oltre dieci anni. A 20 anni comincia a ricevere le prime proposte per partecipare ad alcune produzioni televisive.
Nel 2004 debutta al cinema nel film The Great Challenge - I figli del vento , e partecipa poi al film Banlieue 13 Ultimatum. Yung è tornata poi in TV per le prime tre stagioni della serie televisiva Les Bleus. Nel 2011 partecipa al film Millennium - Uomini che odiano le donne. Nel 2013 interpreta Jinx in G.I. Joe - La vendetta. Interpreta la dea Hathor nel film Gods of Egypt, e appare nella seconda stagione della serie televisiva Marvel's Daredevil nel ruolo di Elektra Natchios. Nel 2017 affianca i colleghi Ryan Reynolds e Samuel L. Jackson nella commedia d'azione Come ti ammazzo il bodyguard, mentre nel 2020 partecipa al film di produzione Disney La Società Segreta dei Principi Minori, distribuito in esclusiva sulla piattaforma Disney+.
Ha una figlia avuta dall'attuale compagno Jonathan Howard.

## Filmografia

### Cinema
- The Great Challenge - I figli del vento, regia di Julien Seri (2004)
- Fragile(s), regia di Martin Valente (2007)
- Home Sweet Home, regia di Didier Le Pêcheur (2009)
- Banlieue 13 Ultimatum, regia di Patrick Alessandrin (2009)
- Let Her, regia di Paul Mignot (2010)
- Opération Casablanca, regia di Laurent Nègre (2010)
- Millennium - Uomini che odiano le donne, regia di David Fincher (2011)
- G.I. Joe - La vendetta, regia di Jon M. Chu (2013)
- Still, regia di Simon Blake (2014)
- Narcopolis, regia di Justin Trefgarne (2014)
- Gods of Egypt, regia di Alex Proyas (2016)
- Come ti ammazzo il bodyguard (The Hitman's Bodyguard), regia di Patrick Hughes (2017)
- La Società Segreta dei Principi Minori - Secret Society of Second-Born Royals, regia di Anna Mastro, Disney+ (2020)

### Televisione
- La vie devant nous – serie TV, 8 episodi (2002-2003)
- Mademoiselle Joubert – serie TV, 3 episodi (2005-2007)
- Les bleus: premiers pas dans la police – serie TV, 29 episodi (2006-2010)
- Sécurité intérieure – miniserie TV (2007)
- Little Wenzhou, regia di Sarah Lévy – film TV (2009)
- Daredevil – serie TV (2016-2018)
- The Defenders – miniserie TV (2017)
- Love, Death & Robots – serie TV, 2 episodi (2019-in corso) – voce
- The Cleaning Lady – serie TV (2022)
- Secret Level – serie animata, episodio 1x04 – voce

## Doppiatrici italiane
Nelle versioni in italiano delle opere in cui ha recitato, Élodie Yung è stata doppiata da:
- Monica Vulcano in Daredevil, The Defenders
- Francesca Fiorentini in Gods of Egypt, Come ti ammazzo il bodyguard
- Roberta Pellini in The Great Challenge - I figli del vento
- Chiara Gioncardi in G.I. Joe - La vendetta, The Cleaning Lady

Da doppiatrice è sostituita da:
- Veronica Puccio in Secret Level